# Escola Prática de Altos Estudos
A Escola Prática de Altos Estudos (em francês: École Pratique des Hautes Études - EPHE), criada em 1868 por um decreto do Ministro da Instrução Pública da França Victor Duruy, é um grand établissement de ensino superior, atualmente ligado ao Ministério do Ensino Superior da França. 
Implantada na Sorbonne desde sua fundação, tem hoje suas atividades instaladas em diferentes universidades, institutos e centros de pesquisa de Paris, mas também em toda França Metropolitana e na Polinésia Francesa.
A EPHE compõe, em conjunto com outros dez estabelecimentos, a Université PSL (Paris Sciences & Lettres).

## Personalidades da instituição[2]
- Roland Barthes
- Émile Benveniste
- Claude Bernard
- Marcellin Berthelot
- Pierre Bourdieu
- Fernand Braudel
- Paul Broca
- Henry Corbin
- Régis Debray
- Jean Delumeau
- Georges Dumézil
- Lucien Febvre
- Étienne Gilson
- Alexandre Kojève
- Alexandre Koyré
- Claude Lévi-Strauss
- Sylvain Lévi
- Alfred Loisy
- Sylvère Lotringer
- Gaston Maspero
- Louis Massignon
- Marcel Mauss
- Henri Moissan, Prêmio Nobel de Química em 1906.
- Gabriel Monod
- Gaston Paris
- Louis Pasteur
- Maria Isaura Pereira de Queiroz
- Henri Poincaré
- Lucie Randoin
- Jean Rouch
- Élisabeth Roudinesco
- Germaine Rouillard
- Émile Roux
- Ferdinand de Saussure
- John Scheid
- Jules Soury
- Germaine Tillon
- Pierre Teilhard de Chardin
- Jacques Verger
- Jean-Pierre Vernant
- William Henry Waddington
- Jean-Claude Waquet
- Henri Wallon
- Manuel Carvalheiro